# GNV Auriga
Le GNV Auriga est un ferry rapide de la compagnie italienne Grandi Navi Veloci (GNV). Construit entre 2004 et 2005 aux chantiers Fincantieri de Castellammare di Stabia, il est tout comme son jumeau le Nuraghes un navire dérivé de la classe Bithia, série de trois navires rapides commandée par l'ex-compagnie publique Tirrenia di Navigazione. Mis en service en mars 2005 sur la desserte des lignes intérieures italiennes entre le continent et la Sardaigne, il est exploité sans discontinuer sous les couleurs de Tirrenia jusqu'en mars 2024. Vendu au groupe MSC, il navigue depuis juillet 2024 pour sa filiale GNV sous le nom GNV Auriga et dessert, au départ de l'Italie continentale, la Sicile, la Sardaigne ou encore la Tunisie.

## Historique

### Origines et construction
Au début des années 2000, la compagnie publique Tirrenia di Navigazione, principale concessionnaire des lignes maritimes entre le continent italien, la Sardaigne et la Sicile, entreprend la construction d'une série de navires rapides destinés aux liaisons vers la Sardaigne. Inspirés par les ferries rapides exploités par les armateurs grecs opérant en mer Adriatique depuis la seconde moitié des années 1990, les ferries Bithia, Janas et Athara, mis en service entre 2001 et 2003, ont immédiatement rencontré un important succès auprès de la clientèle. Mais la conception de ces navires a toutefois été conditionnée par le cahier des charges de la convention de service public qui ne justifiait alors pas l'augmentation de la capacité de roulage sur les lignes sardes. Alors que le programme de renouvellement de la flotte se poursuit, la compagnie obtient finalement de la part de l'État l'autorisation d'aligner des navires plus capacitaires. C'est ainsi que les futurs navires devant compléter la classe Bithia se verront dotés d'un pont garage supérieur bien plus vaste que leurs aînés, abritant notamment un car-deck. Ce changement principal, en plus de conférer aux navires une allure plus massive, augmentera aussi significativement le tonnage, ce qui aura pour conséquence une légère réduction de leur vitesse, l'appareil propulsif étant le même que celui équipant la classe Bithia. Hormis cela, les nouvelles unités reprendrons dans leur ensemble les caractéristiques des précédents navires avec une apparence similaire ainsi qu'une disposition identique des aménagements intérieurs.
À l'instar de son sister-ship le Nuraghes, la construction du second navire est assurée par les chantiers Fincantieri de Castellammare di Stabia. Mis sur cale le 3 mars 2004, le Sharden, baptisé ainsi d'après le peuple shardane, est lancé le 28 septembre 2004. À la suite d'environ six mois de finitions, il est livré à Tirrenia le 7 mars 2005.

### Service

#### Tirrenia (2005-2024)

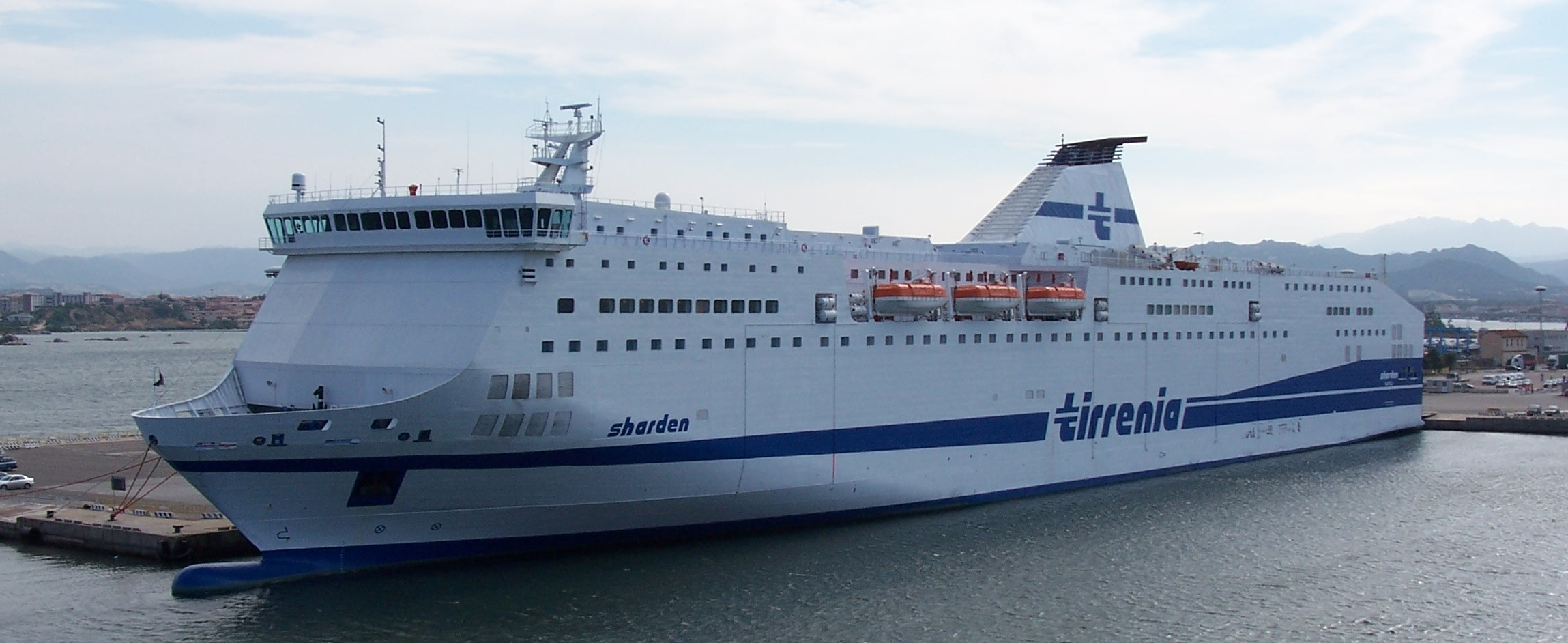
Le Sharden arborant la livrée originelle de Tirrenia en 2007.

Le Sharden entre en service commercial dans le courant du mois de mars 2005. Il rejoint son sister-ship le Nuraghes sur la liaison Civitavecchia - Olbia et navigue également entre Gênes et Porto Torres. 
Le 3 février 2012, alors que l'Italie, et notamment la province de Rome, est frappée par une importante tempête de neige, le Sharden quitte Civitavecchia pour Olbia avec à son bord 262 passagers et 53 membres d'équipage. En raison de la visibilité très réduite, le navire heurte la digue du port, endommageant la coque sur plus de 30 mètres au-dessus de la ligne de flottaison. Malgré la violence de la collision, aucune des personnes à bord n'a été blessée. Cette même année, la privatisation de Tirrenia se concrétise avec son rachat partiel par la compagnie concurrente Moby Lines via la Compagnia Italiana di Navigazione (CIN). Les actifs de l'ancienne Tirrenia di Navigazione sont alors transférés au sein d'une nouvelle entité baptisée Tirrenia CIN qui prend la succession de l'ex-compagnie publique. À l'instar d'une grande partie de la flotte, le Sharden est transféré au sein de la nouvelle société. Plus tard en 2015, Moby rachètera les parts restantes des participants de la CIN, ce qui aboutira à la prise de contrôle totale de Tirrenia.
Le 13 juillet 2016 vers 21h, alors que le Sharden vient de larguer les amarres et s'apprête à quitter Gênes à destination de Porto Torres, une rafale de vent pousse le navire en direction de l’Excelsior de la compagnie Grandi Navi Veloci stationné à proximité, occasionnant une collision au niveau de la partie arrière de ce dernier. Aucun passagers n'a été blessé et les deux navires ont pu appareiller le soir même vers leurs destinations respectives. Plus tard, la même année, une passagère allemande disparaît durant une traversée entre Gênes et Porto Torres la nuit du 30 octobre au 1er novembre. Si les premières recherches n'aboutiront pas et laisseront penser que la femme de 74 ans aurait pu tomber à la mer, le corps de celle-ci sera finalement retrouvé sans vie le 15 novembre dans un conduit de ventilation de la salle des machines, vraisemblablement décédée après avoir chuté dans ledit conduit.
Durant l'arrêt technique du navire effectué au début de l'année 2017 aux chantiers Palumbo de Messine, le premier changement notable depuis le rachat de Tirrenia par Moby intervient avec le remplacement de la livrée originelle de l'ex-compagnie publique par une nouvelle décoration inspirée des navires de Moby représentant cette fois-ci des personnages de DC Comics. Le Sharden est le premier navire de Tirrenia à arborer cette nouvelle livrée qui sera par la suite appliquée sur la plupart des unités de la flotte.
Après un début d'année 2020 perturbé par la pandémie de Covid-19, le Sharden et son jumeau vont connaître une utilisation différente des années précédentes et être employés à partir de l'été sur la liaison Livourne - Olbia pour le compte de Moby Lines en remplacement des jumeaux Moby Aki et Moby Wonder transférés pour leur part au départ de Gênes. De retour sur les lignes de Tirrenia à l'issue de la saison estivale, ils seront de nouveau exploités sur Livourne - Olbia durant les étés 2021 et 2022. En 2023, tandis que le Nuraghes est transféré de manière permanente sous les couleurs de Moby, le Sharden est maintenu au sein de la flotte Tirrenia et affecté entre Civitavecchia et Olbia. À la fin de l'année, le navire et son jumeau sont vendus au groupe MSC, nouvel actionnaire de Moby et Tirrenia, qui prévoit de les transférer sous les couleurs de son autre filiale Grandi Navi Veloci (GNV).

#### Grandi Navi Veloci (depuis 2024)
Livré le 20 mars 2024 à GNV, le navire entre en service le 15 avril pour le compte de son nouvel opérateur sur les lignes entre l'Italie, la Sicile et la Tunisie. S'il conserve dans un premier temps son nom d'origine ainsi que la livrée DC Comics de Tirrenia, il sera finalement mis aux standards de GNV durant un passage en cale sèche du 10 mai au 19 juillet et rebaptisé à l'occasion GNV Auriga. Durant la saison estivale, le navire se partage entre la Sicile et la Sardaigne.

## Aménagements
Le GNV Auriga possède 10 ponts. Si le navire s'étend en réalité sur 11 ponts, l'un d'entre eux est absent au niveau du garage pour permettre le transport de remorques. Les locaux passagers occupent la totalité des ponts 5 et 6 ainsi qu'une grande partie du pont 7 tandis que les parties de l'équipage se trouvent à l'avant du pont 7 et sur le pont 8. L'entièreté des ponts 3, 4, 4/5 ainsi que l'avant des ponts 2 et 1 abritent quant à eux les garages.

### Locaux communs
Le GNV Auriga est équipé d'une grande variété d'installations toutes situées sur le pont 6. Parmi elles se trouvent un bar-salon et un piano-bar situés vers l'arrière, un restaurant à la carte et un restaurant self-service situés à l'avant, ainsi qu'un cinéma, une salle de jeux de cartes, une bibliothèque et une boutique au centre.

### Cabines
Le GNV Auriga dispose de 326 cabines situées situées majoritairement sur le pont 5 ainsi qu'à l'arrière du pont 7. Ces cabines, internes et externes, sont le plus souvent équipée de deux à quatre couchettes ainsi que de sanitaires comprenant douche, WC et lavabo. En plus de ces cabines, le navire propose 952 places en fauteuils Pullman répartis au sein de deux salons situés sur le pont 7.

## Caractéristiques
Le GNV Auriga mesure 214 mètres de long pour 26,40 m de large et son tonnage est de 39 798 UMS. Le navire a une capacité 2 910 passagers et est pourvu d'un garage pouvant accueillir 1 100 véhicules répartis sur cinq niveaux. Le garage est accessible par deux portes rampes situées à l'arrière. La propulsion est assurée par quatre moteurs diesels Wärtsilä 12V46C développant une puissance de 51 360 kW entraînant deux hélices à pas variable faisant filer le bâtiment à une vitesse de 28 nœuds. Le Sharden possède six embarcations de sauvetage fermées de grande taille, trois sont situées de chaque côté vers le milieu du navire. Elles sont complétées par deux canot semi-rigide ainsi que plusieurs radeaux de sauvetage à coffre s'ouvrant automatiquement au contact de l'eau. Le navire est doté de deux propulseurs d'étrave facilitant les manœuvres d'accostage et d'appareillage.

## Lignes desservies
Sous les couleurs de Tirrenia, le Sharden effectuait toute l'année la liaison entre le continent italien et la Sardaigne. Le navire était positionné toute l'année sur les lignes Civitavecchia - Olbia et Gênes - Porto Torres et navigue parfois sur d'autres axes de la compagnie de manière occasionnelle. De 2020 à 2022, il alternait entre les liaisons de Tirrenia en basse saison et dessert durant l'été la ligne Livourne - Olbia pour le compte de Moby Lines.
Pour le compte de GNV, le navire est principalement employé sur les lignes saisonnières à destination de la Sardaigne et plus particulièrement la liaison Gênes - Porto Torres. Il dessert également hors saison d'autres destinations telles que la Sicile sur la ligne Gênes - Palerme et la Tunisie entre Gênes et Tunis.